# Shane McEntee
Shane McEntee (irisch Seán Mac an tSaoi, * 19. Dezember 1956 in Nobber, County Meath; † 21. Dezember 2012 ebenda) war ein irischer Politiker (Fine Gael).

## Leben
McEntee wuchs zusammen mit sieben Geschwistern auf. Der Gaelic Footballspieler und Arzt Gerry McEntee war sein Bruder. Im Alter von 15 Jahren trat Shane McEntee der Fine Gael bei.
Am 11. März 2005 wurde McEntee bei einer Nachwahl im Wahlkreis Meath für die Fine Gael in den 29. Dáil Éireann gewählt. Er rückte damit für seinen Parteikollegen John Bruton nach. In den Jahren 2007 und 2011 erfolgte jeweils McEntees Wiederwahl im Wahlkreis Meath East. Während des 31. Dáil bekleidete er vom 10. März 2011 bis zu seinem Tod das Amt des Staatsministers im Landwirtschaftsministerium (Minister of State at the Department of Agriculture, Fisheries and Food). Die Nachwahl am 27. März 2013 zur Neubesetzung seines vakanten Sitzes gewann seine Tochter Helen McEntee.
McEntee war verheiratet und hatte vier Kinder, einen Sohn und drei Töchter. Vor seiner Wahl in das Parlament war er als Viehwirt tätig und betrieb den Pub Dee Local in Nobber. 2011 verkaufte er den Pub.